# Corallichirus
Corallichirus är ett släkte av kräftdjur. Corallichirus ingår i familjen Callianassidae.
Kladogram enligt Catalogue of Life:
| Corallichirus | \| \| Corallichirus placidus \| \| \| \| \| \| Corallichirus xuthus \| \| \| \| |
|               | \| \| Corallichirus placidus \| \| \| \| \| \| Corallichirus xuthus \| \| \| \| |
|               | Biffarius                                                                       |
|               |                                                                                 |
|               | Callianassa                                                                     |
|               |                                                                                 |
|               | Calliapagurops                                                                  |
|               |                                                                                 |
|               | Calliax                                                                         |
|               |                                                                                 |
|               | Callichirus                                                                     |
|               |                                                                                 |
|               | Cheramus                                                                        |
|               |                                                                                 |
|               | Corallianassa                                                                   |
|               |                                                                                 |
|               | Eucalliax                                                                       |
|               |                                                                                 |
|               | Gilvossius                                                                      |
|               |                                                                                 |
|               | Glypturus                                                                       |
|               |                                                                                 |
|               | Lepidophthalmus                                                                 |
|               |                                                                                 |
|               | Necallianassa                                                                   |
|               |                                                                                 |
|               | Neocallichirus                                                                  |
|               |                                                                                 |
|               | Neotrypaea                                                                      |
|               |                                                                                 |
|               | Notiax                                                                          |
|               |                                                                                 |
|               | Scallasis                                                                       |
|               |                                                                                 |
|               | Sergio                                                                          |
|               |                                                                                 |
|               | Trypaea                                                                         |
|               |                                                                                 |
|               | Corallichirus placidus                                                          |
|               |                                                                                 |
|               | Corallichirus xuthus                                                            |
|               |                                                                                 |

|  | Corallichirus placidus |
|  |                        |
|  | Corallichirus xuthus   |
|  |                        |